# Finlands konstgrafiker
Finlands konstgrafiker är en finländsk organisation för konstgrafiker.
Organisationen, som grundades 1931 under namnet Finlands grafiska konstnärer och tecknare är ansluten till Konstnärsgillet i Finland, är konstgrafikernas och tecknarnas fackförbund med uppgift att bevaka sina medlemmars yrkesintressen, informera om grafik och bedriva utställnings- och utbildningsverksamhet. Förbundet är engagerat i det internationella samarbetet inte minst på utställningssektorn och är medlem av Nordisk grafik union. Finlands konstgrafiker har omkring 350 medlemmar (2009). Förbundet upprätthåller ett eget galleri, Galleria G, där huvudsakligen konstgrafiker och tecknare ställer ut. Galleriet innehåller även ett omfattande försäljningsarkiv. Sedan 1993 delar Finlands konstgrafiker ut ett pris till förtjänta konstnärer eller organisationer som befrämjat den grafiska konsten i Finland.